# Искусственный интеллект в сфере здравоохранения
Искусственный интеллект (ИИ) в сфере здравоохранения — использует алгоритмы и программное обеспечение для аппроксимации человеческих знаний при анализе сложных медицинских данных. Основной целью приложений, связанных со здоровьем человека, является анализ взаимосвязи между методами профилактики или лечения и результатами лечения пациентов. Были разработаны и применены на практике программы искусственного интеллекта, которые проводят диагностику процессов, разработку протоколов лечения, разработку лекарственных средств, мониторинг состояния пациента. Здравоохранение остается одной из главных областей инвестирования в ИИ.

## История
Развитие искусственного интеллекта, как научного направления, стало возможным только после создания ЭВМ. Это произошло в 40-х годах XX века. В это же время Н. Винер создал свои основополагающие работы по кибернетике.
В 1954 году В МГУ под руководством профессора А. А. Ляпунова начал свою работу семинар «Автоматы и мышление». В этом семинаре принимали участие крупнейшие физиологи, лингвисты, психологи, математики. Считается, что именно в это время родился искусственный интеллект в России.
Исследования, проведенные в 1960-х и 1970-х годах, позволили создать первую экспертную систему, которая известна как DENDRAL. В то время, как она была разработана для применения в органической химии, она послужила основой для последующей системы MYCIN, которая считается одним из наиболее значимых ранних применений искусственного интеллекта в медицине. Однако, MYCIN и другие системы, такие как Internist-1 и CASNET не достигли широкого применения.
1980-е и 1990-е годы привели к распространению микрокомпьютеров и созданию глобальных сетей. Произошло признание исследователями и разработчиками того факта, что системы ИИ в здравоохранении должны быть разработаны. Ученые утверждали, что программы должны быть рассчитаны на отсутствие идеальных сведений и должны опираться на опыт врачей. Новые подходы, связанные с теорией нечётких множеств, сетей Байеса и искусственных нейронных сетей, были созданы, чтобы отражать развитие потребности здравоохранения в интеллектуальных вычислительных системах.
Однако с 2002 года технологии сделали большой шаг вперед, а к программам внедрения искусственного интеллекта в медицину подключились и IT-гиганты, и целые государства. Сегодня ученые надеются, что с помощью искусственного интеллекта уже в ближайшем будущем возможно будет прийти к сверхточной (или прецизионной) медицине, в рамках которой появится возможность назначать индивидуальное лечение каждому отдельному человеку, учитывая его уникальные генетические и другие особенности. В США уже объявили о запуске пилотных проектов по развитию прецизионной медицины.
Медико-технологические достижения, произошедшие в этот полувековой период, позволили вывести здравоохранение на новый уровень. Новые приложения и системы, связанные с ИИ, обладают рядом неоспоримых преимуществ:
- Увеличенная вычислительная мощность приводит к более быстрому сбору и обработке данных.
- Увеличение объёма и доступности связанных со здоровьем данных, которые получены из личных и медицинских устройств врачей и пациентов.
- Рост геномных баз данных секвенирования.[5]
- Широкое внедрение электронных медицинских систем записи данных.

К 2019 году для специального исследования будут отобраны 1 миллион добровольцев. Исследование направлено на то, чтобы показать связь между состоянием здоровья, образом жизни, окружающей средой, а также социальным и экономическим статусом. Полученные данные будут обработаны с помощью ИИ.

## Сферы применения в медицине
- приложения и программные продукты для распознавания медицинских изображений (снимков МРТ, заключений УЗИ, кардиограмм, результатов компьютерной томографии);
- стартапы для разработки лекарственных препаратов (микроскопический анализ, изучение эффективности препаратов, исследование вирусов и поиск эффективных вакцин);
- использование технологий машинного обучения в сфере протезирования (интеллектуальные системы разрабатывают удобные протезы с учётом анатомических особенностей человека);
- приложения для удаленной помощи пациенту (они популярны в Великобритании — с их помощью врачи общей практики могут в удаленном режиме дать рекомендации для лечения простудных болезней или других состояний, не угрожающих жизни);
- стартапы по лечению раковых заболеваний (например, SOPHiA AI — приложение по диагностике рака, привлекшее 30 млн долларов инвестиций, умеющее анализировать клиническую картину состояния пациента и предлагать эффективную схему лечения).[7]

## Влияние ИИ на систему здравоохранения[8]

### Позиция разработчиков
Большинство разработчиков решений на основе технологий ИИ (ИИ-решений) для здравоохранения с уверенностью заявляют, что их продукты способны помочь в преодолении глобальных проблем здравоохранения, о которых упоминалось ранее (смертность, заболеваемость, дефицит кадров и др.). К примеру, разработчики приложений ИИ для анализа результатов визуализирующих методов исследования считают, что точность установления клинически верного диагноза равна аналогичной у опытного врача лучевой диагностики. Подобное утверждение в своем развитии приводит к идее, что ИИ, по всей видимости, поможет решить проблему нехватки медицинского персонала, в особенности в тех регионах, где доступ к медицинской помощи затруднен. Приобретение приложения на основе ИИ, которое выполняет трудовые функции быстрее и эффективнее, чем человек, может также привести к экономии финансовых средств. Весьма вероятно, также, что и качество медицинской помощи улучшится, так как усталость и снижение внимания невозможны при использовании ИИ. Результат внедрения — улучшение качества работы системы здравоохранения и экономия средств.
Если рассматривать внедрение в здравоохранение ИИ с позиции государства, то более качественное выявление патологии при проведении лучевой диагностики приведет к своевременному оказанию медицинской помощи, сохранению жизни, увеличению профессионального долголетия, что, несомненно, принесет положительный экономический эффект.
Еще одним примером могут служить системы поддержки принятия врачебных решений на основе ИИ. Подобные системы, например, могут оценивать риск развития сердечно-сосудистых заболеваний при проведении диспансеризации. Опыт показывает, что точность определения групп риска у ИИ в несколько раз выше, чем у врача. Предполагается, что более точное определение лиц категории высокого риска повлечет за собой необходимые профилактические мероприятия и, в конечном счете, приведет к снижению летальности.

### Позиция организаторов здравоохранения
Иную, более осторожную точку зрения о выгодах для системы здравоохранения от внедрения ИИ представляют академическое сообщество и сообщество организаторов здравоохранения. По их мнению, в настоящее время ИИ переживает эпоху «раздачи обещаний», но не выполнения тех задач, которые на него возлагают. Опасения исследователей касаются вероятности того, что высокий уровень инвестиций в разработку и внедрение ИИ во многом обусловлен высоко спекулятивным рынком. В данном контексте подразумевается, что видение интеллектуальных медицинских инноваций базируется не на реальном осознании пользы для здравоохранения, а на продаже определенного видения будущего. Путем продажи виртуальных объектов, показывающих высокую производительность и выгоды для системы, можно побудить участников оказания медицинской помощи способствовать их массовому внедрению, несмотря на открытые вопросы, на которые до сих пор нет однозначных ответов.
Одним из таких главных вопросов, который ставится перед разработчиками приложений ИИ медицинским сообществом, является обоснованность их утверждений касательно пользы ИИ для системы здравоохранения. На сегодняшний день не существует достаточного количества реальных доказательств, подтверждающих эти утверждения. Так, в большинстве публикуемых материалов в качестве показателей медицинской применимости и ценности для здравоохранения используются показатели эффективности клинического процесса, которые отражают качество медицинской помощи. Например, для технологий ИИ, предназначенных для анализа медицинских изображений, в качестве критерия клинической эффективности используются величины, характеризующие «правильность» выполнения задач на диагностику патологии (чувствительность и специфичность). Эти же величины используются для получения регистрационного удостоверения на ИИ в качестве медицинского изделия. Аргументы о пользе ИИ для здравоохранения, приводимые разработчиками в отношении приобретения их продукта, также часто основываются на данных величинах.
Заявления разработчиков о том, что за улучшением качества последуют достижения целей более высокого порядка, сталкиваются с результатами независимых исследований, которые проводятся в условиях реальной клинической практики. Зачастую оказывается, что ИИ не влияет на конечные исходы, т.е. не приводит к клинически значимым и ценным результатам, которые преследует система здравоохранения (снижение заболеваемости, смертности, количества случаев госпитализации пациентов, частота выздоровления и др.). В качестве примера следует привести опыт использования ИИ для диагностики  коронавирусной инфекции (COVID-19), когда интеллектуальные решения использовались для анализа компьютерных томограмм легких. Независимая оценка влияния на борьбу с пандемией, проведенная исследователями из института Алана Тьюринга, показала, что ИИ не оказал никакого влияния на эффективность борьбы с COVID-19. В некоторых исследованиях показано, что ИИ не только не повышает качество работы, но способен ухудшить его.
Некоторые разработчики сами заявляют о подобных проблемах и ожидают, что в будущем придется отсеить малоценные продукты и выбрать из них более ценные.
Таким образом, сегодня можно говорить, что технологии ИИ демонстрируют свою эффективность на уровне процессных (промежуточных или суррогатных) эффектов, в то время как получить дополнительную пользу на конечных точках пока не получается. Тем не менее этот аргумент не представляется однозначным, так как доказано, что повышение качества оказания медицинской помощи значимо влияет на конечные медицинские исходы. С этой точки зрения, демонстрация эффекта ИИ на конечные исходы — дело ближайшего будущего.

## Примеры

### Корпорация IBM
Компания IBM разрабатывает системы в области лечения онкологии. Также проводит совместную работу с Джексон & Джонсон в области исследования и лечения хронических заболеваний.

### Microsoft
Корпорация Microsoft занимается разработкой наиболее эффективных лекарств и методов лечения от рака. Проект включает в себя анализ медицинских изображений опухолей и математический анализ развития клеток.

### Компания Google
Платформа DeepMind компании Google используется Национальной службой здравоохранения Великобритании, чтобы обнаружить определённые риски для здоровья на основе данных, собранных через мобильные приложения. Второй проект включает в себя анализ медицинских изображений, полученных от пациентов, для разработки алгоритмов «компьютерного зрения» для обнаружения раковых тканей.

### Корпорация Intel
Корпорация Intel разрабатывает программы с ИИ, которые определяют пациентов, входящих в группу риска, и предлагают вариант лечения.

### Компания Medtronic
Компания Medtronic совместно с IBM разрабатывают приложение для людей, страдающих сахарным диабетом. Приложение будет способно определить критическое снижение уровня сахара в крови за 3 часа до наступления события. Для этого используют данные с глюкометров и инсулиновых помп от 600 анонимных пациентов. Отслеживать своё здоровье люди смогут с помощью специального приложения и носимых медицинских устройств.
Так же многими компаниями разрабатываются системы, позволяющие реанимировать пациентов с заболеваниями сердца.

### Компания Аккофриск
Компания разработала искусственный интеллект предактивной диагностики физических и психических параметров здоровья. На сегодняшний день ИИ компании измеряет более 300 параметров здоровья по пульсовой волне, которая считывается через запястье пользователя терминальным устройством с оптическим датчиком(в настоящее время в форм-факторе часов). Некоторые измеряемые параметры - вязкость цельной крови (CP), кровяное давление, индекс сердечной функции, уровень глюкозы, мочевая кислота (UA), фибриноген (FIB),  калории, внутричерепное давление (ICP), холестерин и гемоглобин, индекс массы тела (MBI),  молочная кислота (Lac), белки, жиры и углеводы, скорость метаболизма (RMR), степень усталости и уровень стресса. В 2021 году часы были сертифицированы  Больницей Красного Креста Чунцина (народная больница округа Цзянбэй, Китай) по стандарту ISO 15197:2013  (Требования к системам мониторинга глюкозы в крови для самоконтроля при лечении сахарного диабета).

## Инвестиции
За последние несколько лет на разработки и исследования потрачено более $1 млрд. Согласно прогнозам исследовательской компании Research and Markets, к 2020 году рынок ИИ вырастет до $5,05 млрд. Спрос на клинические испытания, моделирование лечения, новые исследования и решения растет постоянно, поэтому, несомненно, как раз здравоохранение станет одним из самых быстрорастущих сегментов. Ещё неизвестно, когда ИИ сможет давать на 100 % точные рекомендации врачам, однако уже сегодня он способен помочь в решении повседневных задач.

## Применение искусственного интеллекта в здравоохранении

### Новые лекарства
Благодаря искусственному интеллекту новые лекарства стали появляться в 10 раз быстрее, в перспективе могут  появится лекарства от неизлечимых болезней. Лекарства, созданные искусственным интеллектом уже есть, но проходят тестирование, они могут появиться на рынке к 2030 году.

### Анализы
Разработанная в Тайване нейросеть определяет, какие анализы должны быть назначены пациенту, а какие не нужны.

### Выявление болезней на ранних стадиях и постановка диагноза
ИИ может выявить быстро болезни на ранних стадиях, так как обучен на больших количествах медицинских снимках и помочь врачу намного быстрее поставить диагноз.

### Анализ медицинской визуализации
Быстрый анализ кардиограмм, анализ ультразвуковой фотографии, КТ, рентгена, ЯМР и т. д.

## В России
В 2024 году в России искусственный интеллект применяли в медицине 58 регионов, для анализа медицинских карт, рентгеновских снимков, в  Липецкой области работает голосовой робот-ассистент для записи на приём к врачу. Врачи используют голосовой ввод медицинских документов.
Также в России появились жулики, которые предлагают продукты якобы использующие искусственный интеллект.